# Pandesminis
Els pandesminis (Pandesmini) són una tribu de lepidòpters ditrisis de la família dels erèbids (Erebidae), subfamília Erebinae.

## Gèneres
- Pandesma
- Polydesma